# Edda Művek
Edda Művek (lit. Edda Werke) ist eine ungarische Rockband, die 1973 in Miskolc, einer Stadt in Nordostungarn (Komitat Borsod-Abaúj-Zemplén), unter dem Namen Griff gegründet wurde.

## Geschichte
In der Ostblockära war Miskolc eine typische Hüttenstadt mit sehr vielen Fabriken der Eisenindustrie. Diesen Einfluss kann man an den ersten Hits der Band sehr stark spüren. Die ersten Clips wurden in diesen Betrieben gedreht, die Musik selbst war hart, „eisenig“.
Die Band wurde immer populärer, was ihren Balladen und ihrer melodischen Musik zu verdanken ist. Sie war eine der Bands, die die Entwicklung der Rockmusik in Ungarn beeinflusste.
Edda ist heute noch aktiv, sie treten regelmäßig bei Festivals und anderen Veranstaltungen auf.
Die Band verkaufte mehr als fünf Millionen Alben in Europa.

## Diskografie
Alben
- 1980: EDDA Művek 1.
- 1981: EDDA Művek 2.
- 1983: EDDA Művek 3.
- 1984: EDDA Művek 4. - Viszlát, Edda! (Live)
- 1985: EDDA Művek 5. (Live)
- 1986: EDDA Művek 6.
- 1988: Változó idők
- 1988: Szaga van
- 1989: Pataky-Slamovits
- 1990: Győzni fogunk
- 1990: Best of Edda ’80-’90
- 1991: Szélvihar
- 1992: Szellemvilág
- 1992: Az EDDA két arca (Doppelalbum)
- 1993: Elveszett Illúziók
- 1993: Lelkünkből
- 1994: Karaoke EDDA
- 1994: Sziklaszív
- 1995: EDDA Blues
- 1995: 15. születésnap (Doppelalbum - Live)
- 1996: Elvarázsolt EDDA dalok (EDDA Songs von unterschiedlichen Bands gespielt)
- 1997: EDDA 20.
- 1997: Lírák 2.
- 1998: Best of 1988–98
- 1999: Fire & Rain
- 1999: Nekem nem kell más (HU: Gold)[2]
- 2003: Örökség
- 2005: Isten az úton
- 2006: A szerelem hullámhosszán
- 2009: Átok és Áldás
- 2012: Inog a Világ
- 2015: A sólyom népe
- 2018: 33. - Dalok a testnek, dalok a léleknek (HU: ×2Doppelplatin )
- 2019: 44 év (HU: Platin)

Quelle: Die Informationen der Alben und Mitglieder betreffend stammen aus dem englischen Wikipedia